# Паломбе (Салерно)
Паломбе је насеље у Италији у округу Салерно, региону Кампанија.
Према процени из 2011. у насељу је живело 19 становника. Насеље се налази на надморској висини од 27 м.